# Министерство финансов Швейцарии

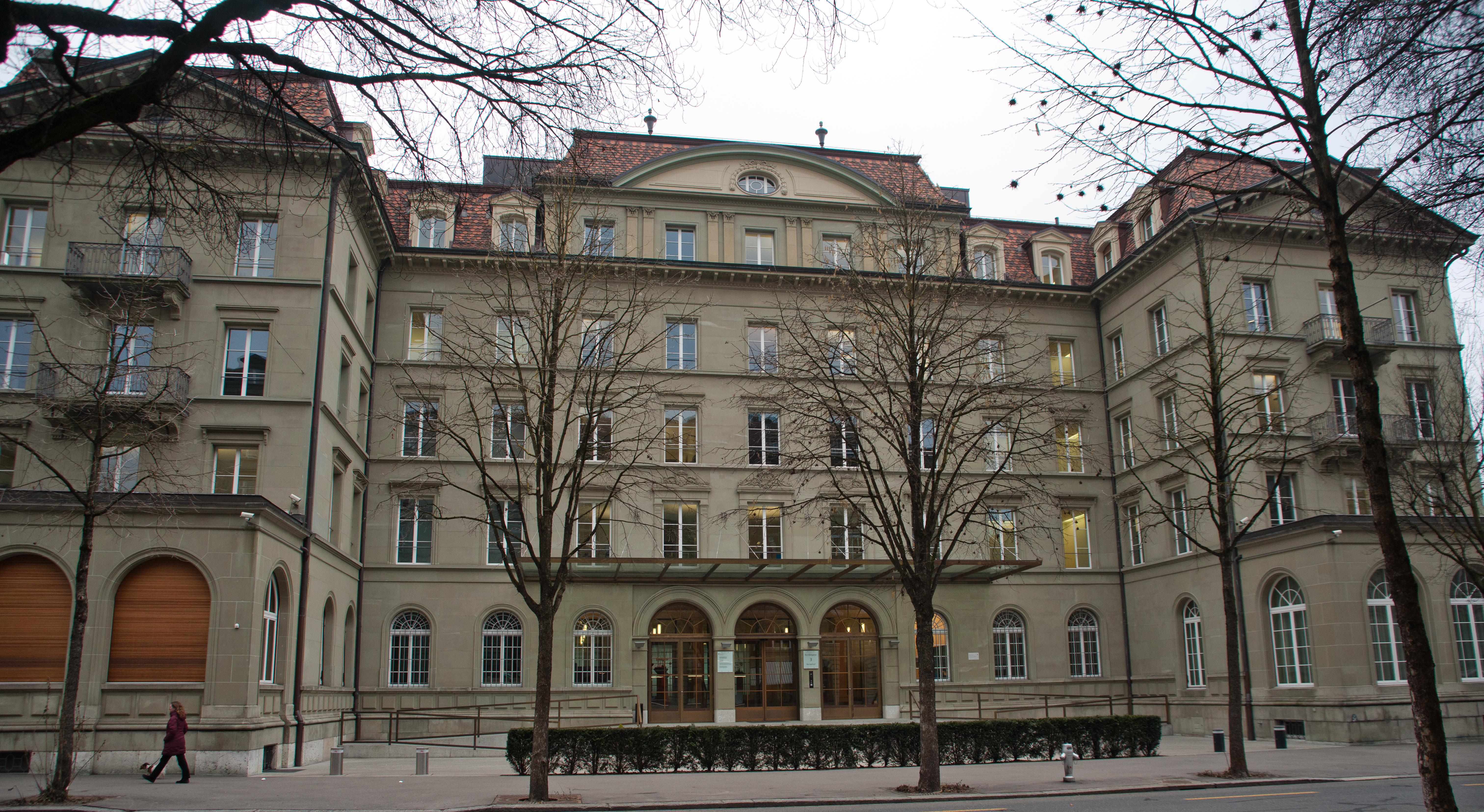
Здание Министерства финансов Швейцарии — Бернерхоф

Министерство финансов Швейцарии или Федеральный департамент финансов (нем. Eidgenössisches Finanzdepartement (EFD); фр. Département fédéral des finances; итал. Dipartimento federale delle finanze, романш. Departament federal da finanzas) - является одним из семи министерств (департаментов) федерального правительства Швейцарии, возглавляемым членом Федерального совета.
С момента основания, в 1848 году, назывался Департамент финансов. В 1873 году переименован, и до 1978 года назывался Департамент финансов и сборов. В 1979 году переименован в Федеральный департамент финансов.

## Структура
Департамент состоит из следующих подразделений:
- Генеральный секретариат.
- Федеральная администрация финансов.
- Федеральное управление кадров.
- Федеральная налоговая администрация.
- Федеральная таможенная администрация.
  - Пограничная служба.
- Швейцарский алкогольный совет.
- Федеральное ведомство информационных технологий, систем и телекоммуникаций.
- Федеральное ведомство по зданиям и логистике.

В состав департамента входят следующие независимые органы:
- Швейцарское федеральное аудиторское бюро.
- Швейцарская служба надзора за финансовыми рынками.
- Федеральный пенсионный фонд.

## Список глав департамента
| - 1848—1850: Мартин Мунцингер - 1851: Анри Друэ - 1852: Мартин Мунцингер - 1853—1855: Анри Друэ - 1855—1856: Йозеф Мартин Кнюзель - 1857—1858: Якоб Штемпфли - 1859—1861: Констан Форнеро - 1862—1863: Йозеф Мартин Кнюзель - 1864—1867: Жан-Жак Шале-Венель - 1868: Виктор Руффи - 1869: Жан-Жак Шале-Венель - 1870—1871: Поль Серезоль - 1872: Карл Шенк - 1872—1873: Иоганн Якоб Шерер - 1873—1875: Вильгельм Матиас Нефф - 1876—1878: Бернхард Хаммер - 1879: Симон Бавье - 1880—1890: Бернхард Хаммер - 1891—1899: Вальтер Хаузер - 1900: Робер Контес - 1901—1902: Вальтер Хаузер - 1903: Робер Контес | - 1904: Марк-Эмиль Руше - 1905—1909: Робер Контес - 1910: Йозеф Антон Шобингер - 1911: Робер Контес - 1912—1919: Джузеппе Мотта - 1920—1934: Жан-Мари Мюзи - 1934—1938: Альберт Мейер - 1939—1943: Эрнст Веттер - 1944—1951: Эрнст Нобс - 1952—1954: Макс Вебер - 1954—1959: Ханс Штройли - 1960—1962: Жан Бургкнехт - 1962—1968: Роже Бонвен - 1968—1973: Нелло Челио - 1974—1979: Жорж-Андре Шевалла - 1980—1983: Вилли Ричард - 1984—1995: Отто Штих - 1996—2003: Каспар Филлигер - 2004—2010: Ханс-Рудольф Мерц - 2010—2015: Эвелине Видмер-Шлумпф - 2016—2022: Ули Маурер - С 2023: Карин Келлер-Зуттер |